# Antogny-le-Tillac
Antogny-le-Tillac è un comune francese di 547 abitanti situato nel dipartimento dell'Indre e Loira nella regione del Centro-Valle della Loira.

## Società

### Evoluzione demografica
Abitanti censiti